# صوفی‌آباد (ریگان)
صوفی‌آباد (بم)، روستایی از توابع بخش مرکزی، دهستان گاوکان، شهرستان ریگان،در استان کرمان ایران است.

## جمعیت
این روستا در دهستان گاوکان قرار دارد و براساس سرشماری مرکز آمار ایران در سال ۱۳۸۵، جمعیت آن زیر سه خانوار بوده‌است.